# Георге Јонаширо
Георге Јонаширо (јап. 与那城 ジョージ; 28. новембар 1950) бивши је јапански фудбалер.

## Каријера
Током каријере је играо за Јомиури.

## Репрезентација
За репрезентацију Јапана дебитовао је 1985. године. За тај тим је одиграо 2 утакмице.

## Статистика
| Јапан  | Јапан   | Јапан  |
| Година | Наступи | Голови |
| ------ | ------- | ------ |
| 1985.  | 2       | 0      |
| Укупно | 2       | 0      |